# II Corpo d'armata italiano in Francia
Con il termine II Corpo d'armata italiano in Francia si intende il contingente militare italiano inviato a sostegno delle truppe alleate in Francia, ossia il II Corpo d'armata, che nell'aprile 1918 fu inviato sul fronte occidentale della prima guerra mondiale, dove operò fino al termine delle ostilità sotto il comando del tenente generale Alberico Albricci.

## Storia

### Antefatti
La presenza di italiani sul fronte francese risale all'inizio della guerra, quando il Regno era ancora neutrale. La Legione Garibaldina (formalmente 4e régiment de marche du 1er étranger) era composta interamente da italiani, che ebbero il privilegio di indossare la camicia rossa sotto l'uniforme francese e che furono posti al comando del colonnello Peppino Garibaldi, nipote dell'Eroe dei Due Mondi.

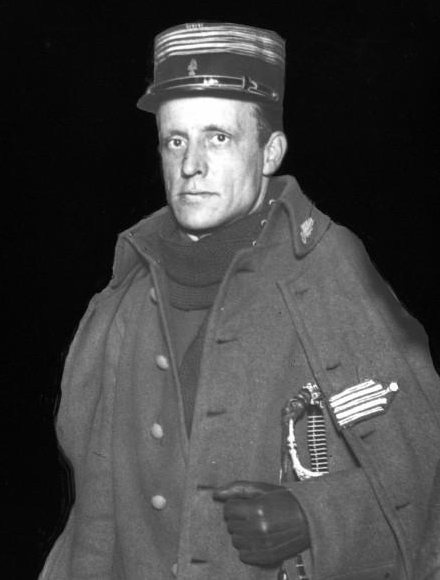
Peppino Garibaldi nel 1915, in divisa da tenente colonnello della Legione

Con il prosieguo del conflitto, i vuoti tra gli effettivi lasciati dalla battaglia di Verdun costrinsero l'Armée de terre ad inviare in prima linea anche gli uomini delle classi più anziane e gli addetti ai servizi e all'industria. All'Italia, entrata in guerra da alcuni anni, venne chiesto quindi di contribuire allo sforzo alleato inviando personale inabile al servizio di trincea che potesse rimpiazzare i vuoti lasciati nel genio, tra i servizi e tra gli operai militarizzati nelle industrie. Tra gennaio e luglio 1918 venne inviato quindi oltralpe un contingente di 60.000 uomini, come Truppe ausiliarie italiane in Francia.

### Il II Corpo d'armata
(Discorso alla Camera del Presidente del Consiglio Vittorio Emanuele Orlando, 18 aprile 1918)
Dopo la battaglia di Caporetto di ottobre-novembre 1917, gli Alleati avevano inviato truppe fresche sul fronte italiano che aveva contribuito a dare tempo al Regio Esercito di riorganizzarsi. Nei primi mesi del 1918, alla vigilia dell'offensiva di primavera, il Regno d'Italia decise di contraccambiare inviando sul fronte occidentale un corpo di spedizione a sostegno dello sforzo alleato. Il Comando supremo militare italiano scelse il II Corpo d'armata di Milano, già impiegato nelle battaglie dell'Isonzo e in quella del Piave. In quel periodo, l'unità era in riserva per riorganizzarsi, dato che i propri effettivi erano stati ridotti a livello di brigata, a causa delle perdite in battaglia. Al comando del corpo d'armata venne confermato il generale Alberico Albricci.
L'organico era basato sulla 3ª Divisione di fanteria, formata dalla Brigata "Napoli" e dalla Brigata "Salerno", e dalla 8ª Divisione di fanteria, sulla Brigata "Brescia" e la Brigata "Alpi", per un totale di circa 25.000 uomini. Quest'ultima unità fu inserita per ragioni di prestigio in quanto erede ideale dei Cacciatori delle Alpi garibaldini; in essa all'inizio della guerra si erano prontamente arruolati molti ex-legionari, tra i quali Peppino, Ricciotti, Menotti, Sante ed Ezio Garibaldi, nonché Kurt Erich Suckert, meglio conosciuto in seguito come Curzio Malaparte; in occasione della spedizione in Francia, la Brigata "Alpi" fu posta proprio al comando del colonnello brigadiere Peppino Garibaldi. Nel 19º Reggimento fanteria della Brigata "Brescia" prestava invece servizio Giuseppe Ungaretti, arruolatosi come volontario.

### Trasferimento
Le operazioni di trasferimento verso il dipartimento della Marna richiesero 87 convogli ferroviari. Le operazioni di carico furono effettuate tra il 18 e il 23 aprile 1918 nelle stazioni di Brescia, Desenzano, Lonato, Calvisano e Rezzato. I 38 treni con l'8ª Divisione seguirono la linea del Frejus, mentre i 49 treni che trasportavano la 3ª Divisione e le truppe suppletive di corpo d'armata passarono per la Riviera Ligure di Ponente. Il 27 aprile la divisione era schierata al completo presso il campo di istruzione ed acclimatamento di Mailly-le-Camp.

### Battaglia dell'Ardre
Esattamente un mese dopo, il 27 maggio, il Deutsches Heer sfondava le linee alleate presso Reims; tra Reims e Soissons i tedeschi avanzarono lungo un fronte di 50 km, con vertice presso Château-Thierry, a soli 90 km da Parigi. Il II Corpo d'armata venne destinato a presidiare questo fronte: in particolare doveva sbarrare la valle del fiume Ardre, all'altezza di Bligny, proteggendo l'accesso ad Épernay, nodo stradale che garantiva le comunicazioni tra Reims e Parigi. Entrambe le divisioni diedero ottima prova sul campo, respingendo gli attacchi nemici e, in alcuni casi, conducendo brillanti contrattacchi.
Nella seconda metà di giugno, il II Corpo venne assegnato alla 5e armée (5ª armata) del generale Henri Mathias Berthelot; venne quindi inserita nelle linee francesi, tra il 1º Corpo coloniale ed il 5º Corpo d'armata francese, a sbarrare la vallata dell'Ardre, percorsa dalla strada diretta a Chaumuzy e a Epernay, delimitata da due costoni coperti da boschi (bois). Tra il fiume e il Bois de Vrigny era schierata l'8ª Divisione con le brigate "Brescia" e "Alpi", mentre il tratto compreso tra il fiume, il Bois des Eclisses (o "Montagna di Bligny", anche se in realtà è una collina alta meno di 200 m) ed il Bois de Courton era tenuto dalla 3ª Divisione, composta dalle brigate "Napoli" e "Salerno"; secondo i piani di Albricci, il Bois des Eclisses era il caposaldo dell'intera linea e doveva essere tenuto ad ogni costo. Le truppe furono impegnate, sotto il tiro nemico e tra frequenti combattimenti, ad approntare due linee di difesa: una di osservazione, da Vrigny a La Neuville-aux-Larris, ed una di resistenza più arretrata che da Écueil scavallava un fiume presso Pourcy, estendendosi fino a Épernay.
Nella notte del 23 giugno, dopo una breve ma intensa preparazione d'artiglieria, i tedeschi assaltarono la Montagna di Bligny, nel settore della Brigata "Alpi". Una compagnia del 51º Reggimento, decimata dai bombardamenti, cedette ed il nemico si impadronì della montagna e del Bois des Eclisses. Le compagnie di supporto al 51º e la 9ª Compagnia del 52º Reggimento lanciarono il contrattacco, rioccupando le trincee perdute. La notte successiva, questi stessi reparti respinsero un nuovo attacco tedesco; il 28 e il 29 giugno gli italiani resistettero ad un ennesimo attacco, costringendo il nemico alla ritirata.

### Battaglia di Bligny
Alle ore 04:00 del 15 luglio, l'Esercito imperiale tedesco lanciò l'attacco che diede inizio alla seconda battaglia della Marna, preceduto fin dalla mezzanotte da un intenso bombardamento, anche con gas asfissianti. L'assalto della fanteria tedesca, appoggiata da carri armati e lanciafiamme, si abbatté con maggior violenza sul lato occidentale del saliente di Bligny ed in particolare sul settore dell'8ª Divisione, ala sinistra dello schieramento italiano. Nonostante l'accanita resistenza, i tedeschi aggirarono il Bois des Eclisses, tenuto da un battaglione francese e dal 1º battaglione del 51º Reggimento italiano, e l'8ª Divisione dovette ripiegare su Marfaux e nel Bois de Courton, lasciando però dei reparti a copertura dell'arretramento. Contemporaneamente, la 3ª Divisione saldava il suo settore sinistro con la linea della 120ª Divisione francese di riserva generale.
Particolarmente eroico fu, in queste prime ore, il comportamento del 10º Reggimento artiglieria da campagna, che sacrificò gran parte delle sue batterie per proteggere il ripiegamento della divisione, e del II Reparto d'assalto, con i suoi contrattacchi attraverso il Bois de Courton.
Alle 14:30, un'intera divisione tedesca attaccò il Bois de Petit Champ difeso da due battaglioni della Brigata "Napoli" ed il Bois de Vrigny, tenuto dalla "Salerno". Sopraffatti da forze cinque volte superiori, l'ala sinistra della 3ª Divisione venne arretrata, mentre l'8ª, a causa delle fortissime perdite subite, andò a riorganizzarsi dietro alla 12ª Divisione francese, lasciando però in prima linea tre battaglioni di fanteria ed il Reparto d'assalto.
Il giorno seguente, il 16 luglio, le truppe francesi cedettero e i tedeschi, attraverso il Bois de Courton, raggiunse Nanteuil, costringendo l'ala sinistra italiana ad arretrare ulteriormente. Tutte le artiglierie disponibili furono concentrate nel settore ed il contrattacco di tre battaglioni della "Alpi", del II Reparto d'assalto e di due reggimenti della 14ª Divisione francese riuscirono ad arrestare e respingere l'avanzata tedesca, mentre l'ala destra italiana contrattaccava e riprendeva Clairizet.
Il 17 iniziò il contrattacco alleato su tutto il fronte dell'Ardre. La 3ª Divisione italiana a destra, la 120ª francese al centro e la 14ª francese a sinistra contrattaccarono scontrandosi con un nuovo forte assalto tedesco, particolarmente violento sulla divisione centrale. Per alleggerire la pressione su quest'ultima, la divisione italiana effettuò un attacco diversivo su Courmas e sul Bois du Petit Champ, sul quale si lanciò in particolare il 75º Reggimento fanteria. Questo si scontrò con una divisione tedesca ma riuscì, insieme a due battaglioni del 76º, a bloccare il nemico.

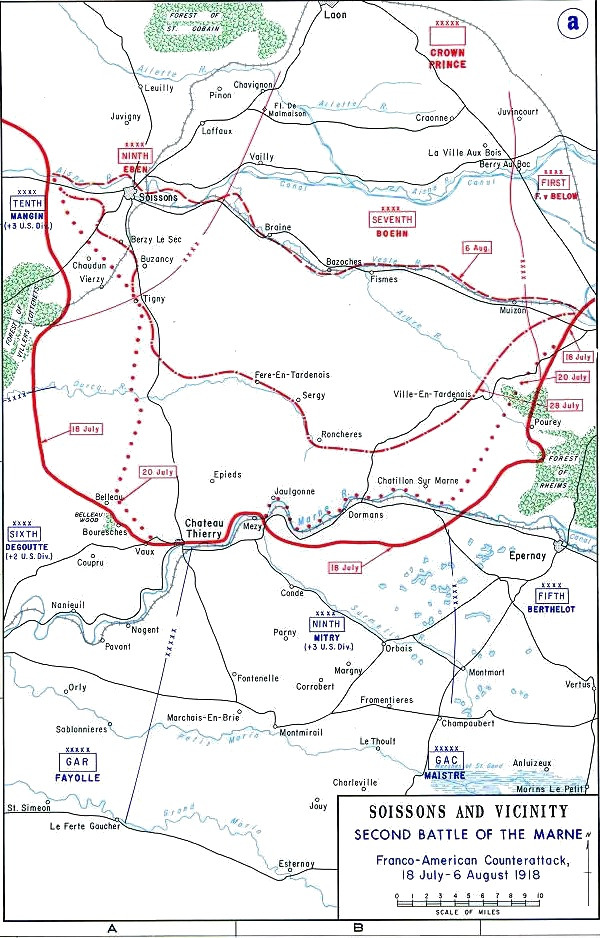
Il piano della controffensiva alleata

Nella sera del 18 luglio e per tutto il 19, il contrattacco alleato riprese vigore ad ovest di Reims e le truppe italiane presero il controllo delle colline sulla riva destra dell'Ardre tra Saint-Euphraise, Bonilly e Courmas. L'89º Reggimento della "Salerno" conquistò la dorsale ad ovest di Onrezy. A sud di Bonilly gli arditi italiani avanzarono nel Bois du Petit Champ, catturando numerosi prigionieri.
Alcuni battaglioni del 76º e del 83º Reggimento ed il II Reparto d'assalto il 23 luglio parteciparono all'attacco della 2ª Divisione coloniale su Saint-Euphraise e sul Bois de Vrigny; i reparti italiani raggiunsero tutti gli obiettivi assegnati, catturando una batteria di cannoni, diverse mitragliatrici e facendo molti prigionieri.
Negli aspri combattimenti tra il 15 ed il 23 luglio le truppe di Albricci tennero complessivamente un ottimo comportamento, assolvendo ai propri compiti in continuo coordinamento con i francesi. Riuscirono a bloccare l'offensiva tedesca verso Épernay, evitando così l'aggiramento di Reims. Il prezzo fu però altissimo: 10.915 uomini tra morti e feriti, un terzo dell'organico del Corpo d'armata.

### Settore dell'Aisne e inseguimento del nemico
Terminate le operazioni, le unità italiane furono inviate a riorganizzarsi presso il campo di Arcis-sur-Aube; per colmare i vuoti di 10.000 soldati, dall'Italia giunsero solo 400 ufficiali e 4.000 uomini, mentre i restanti complementi necessari furono prelevati dopo visita medica di revisione tra le TAIF. A metà agosto, fu assegnato alla 2e armée, operante nella zona di Verdun, poi tornò sotto il comando della 5e armée ed il 22 settembre tornò al fronte, sulla linea dell'Aisne, tra la 10e armée del generale Mangin ed il Corpo coloniale. Al Corpo furono assegnati due gruppi di artiglieria pesante francesi su obici Schneider 155 mm C Mle. 1917, poi sostituiti dal V Gruppo del 82e régiment A.L. ("Artillerie Lourde", in italiano: artiglieria pesante) con otto pezzi da 155 mm L ed il VI Gruppo del 287e régiment A.L. su otto cannoni da 120 mm L. Il 20 settembre, venne inoltre costituito il XXXII Reparto d'Assalto che prenderà parte con la 3ª Divisione ai combattimenti sulla linea dell’Aisne e alla conquista dello Chemin des Dames di ottobre.
Il 28, il Corpo attraversò l'Aisne risalendone la riva settentrionale e il mattino successivo attaccò il fianco della difesa tedesca, impadronendosi di Chavonne e delle alture circostanti, continuando poi l'avanzata. Il 29 settembre, fu liberata Soupir e il 3 ottobre venne raggiunta la località detta Croix-sans-tête.
Il 10 ottobre le truppe italiane superarono, dopo feroci combattimenti, il canale Oise-Aisne, ben fortificato dai tedeschi. La Brigata "Salerno" conquistò l'altipiano di Braye-en-Laonnois e la "Napoli" si impadronì di Moussy, Beaulne, Chivy e Verneuil; la "Brescia" superava Pont-Arcy e la "Alpi" espugnava la collina di Madagascar, vicino Bourg-et-Comin, dopo aver guadato il fiume sotto il fuoco tedesco.
Incalzati da italiani e francesi, i tedeschi iniziarono a ritirarsi e il Comando del II Corpo d'armata lanciò le sue due divisioni all'inseguimento. La sera del 10 ottobre, la 3ª Divisione raggiunse lo Chemin des Dames, raggiunta l'11 dal resto delle truppe. Le pattuglie di cavalleria e fanteria subito inviate oltre l'Ailette furono seguite il 12 ottobre dal grosso delle truppe italiane, che all'alba del 14 liberarono Festieux, Montaigu e Veslud; a mezzogiorno i "Cavalleggeri di Lodi" raggiunsero Sissonne, seguiti dalla fanteria, che in tarda ora dello stesso giorno riuscirono a scacciare i tedeschi dalla città.
Presa la città, il II Corpo vi sostò una ventina di giorni per riorganizzarsi. L'avanzata riprese il 5 novembre, vincendo la resistenza tedesca intorno al nodo stradale di Sissonne e poi a Chivres-Val e lanciandosi così in un'avanzata di 17 km in un solo giorno. Il giorno successivo le unità italiane incontrarono resistenza sul fiume Hurtaut, dove i tedeschi avevano fatto saltare i ponti; sopraffatta la resistenza e superato l'ostacolo, gli squadroni di cavalleria e il II Reparto d'assalto entrarono a Rozoy-sur-Serre. I tedeschi tentarono di organizzare una resistenza sulla Serre, ma furono battuti nella mattinata del 9 novembre; superato questo fiume e poi l'Aube, le truppe italiane liberarono Marby, Étalle e Chilly. Il mattino dell'11 novembre gli italiani giunsero a Rocroi, spingendo alcune pattuglie fino alla Mosa, tra Fumay e Revin; questi rappresentarono il punto più avanzato raggiunto dagli italiani, in quanto il giorno stesso entrò in vigore l'armistizio di Compiègne.

### Missione nella Saar e rimpatrio
Dopo l'armistizio il II Corpo d'armata si acquartierò in Belgio, in attesa del rientro in Italia. Il rimpatrio iniziò il 21 gennaio 1919 e terminò l'8 marzo. Terminava così la spedizione del II Corpo d'armata, ma il rientro non riguardò tutte le unità. Infatti la Brigata "Alpi" venne destinata al controllo dell'area smilitarizzata della Saar, occupata dagli Alleati in attesa che la conferenza di pace di Versailles ridefinisse confini e condizioni. Oltre al 51º e al 52º Reggimento fanteria, vennero ad essa aggregati un plotone dei "Cavalleggeri di Lodi", un gruppo del 10º Reggimento artiglieria da campagna ed aliquote di servizi. Gli "anziani" della classe 1889 vennero comunque rimpatriati.
Posta alle dipendenze della 8e armée francese, il 15 marzo la Brigata prese servizio nell'area di controllo assegnatale, a Bad Bergzabern. In maggio l'area di sorveglianza italiana venne estesa fino al Reno. La Brigata venne poi trasferita a Wörth am Rhein. Il 28 giugno 1919 venne firmato il Trattato di Versailles e tra il 4 ed il 6 luglio la "Alpi" ritornò a Bad Bengzabern, dove rimase fino ad agosto senza avvenimenti notevoli. Il 14 luglio un suo battaglione, insieme ad altri reparti venuti dall'Italia, partecipò alla parata sugli Champs-Élysées. Un mezzo battaglione fu inviato alla parata di Londra e a quella di Bruxelles. L'11 luglio era arrivato l'ordine di rientro in Italia e dal 4 agosto le truppe iniziarono gli imbarchi presso la stazione di Landau, dalla quale rientrarono in Patria presso i propri centri di mobilitazione. Il 10 agosto il rimpatrio fu completato.
In totale le perdite italiane in Francia nel 1918 furono di 4.375 morti e 6.359 feriti. Tra i caduti, 3.453 riposano nel Cimitero militare italiano di Bligny e 593 nel Cimitero militare italiano di Soupir.

## Ordine di battaglia: aprile 1918

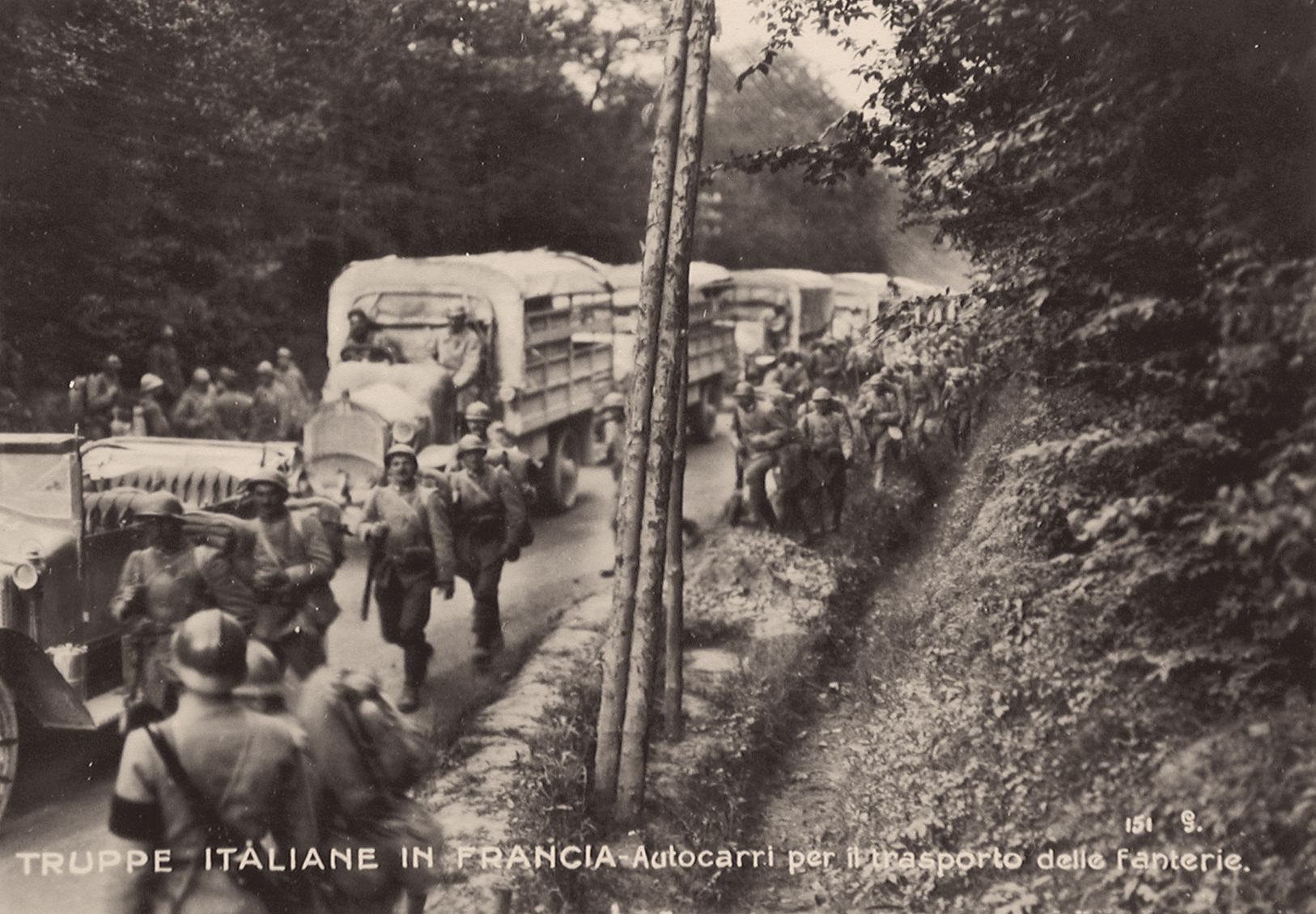
Fanteria del II Corpo d'armata in Francia 1918

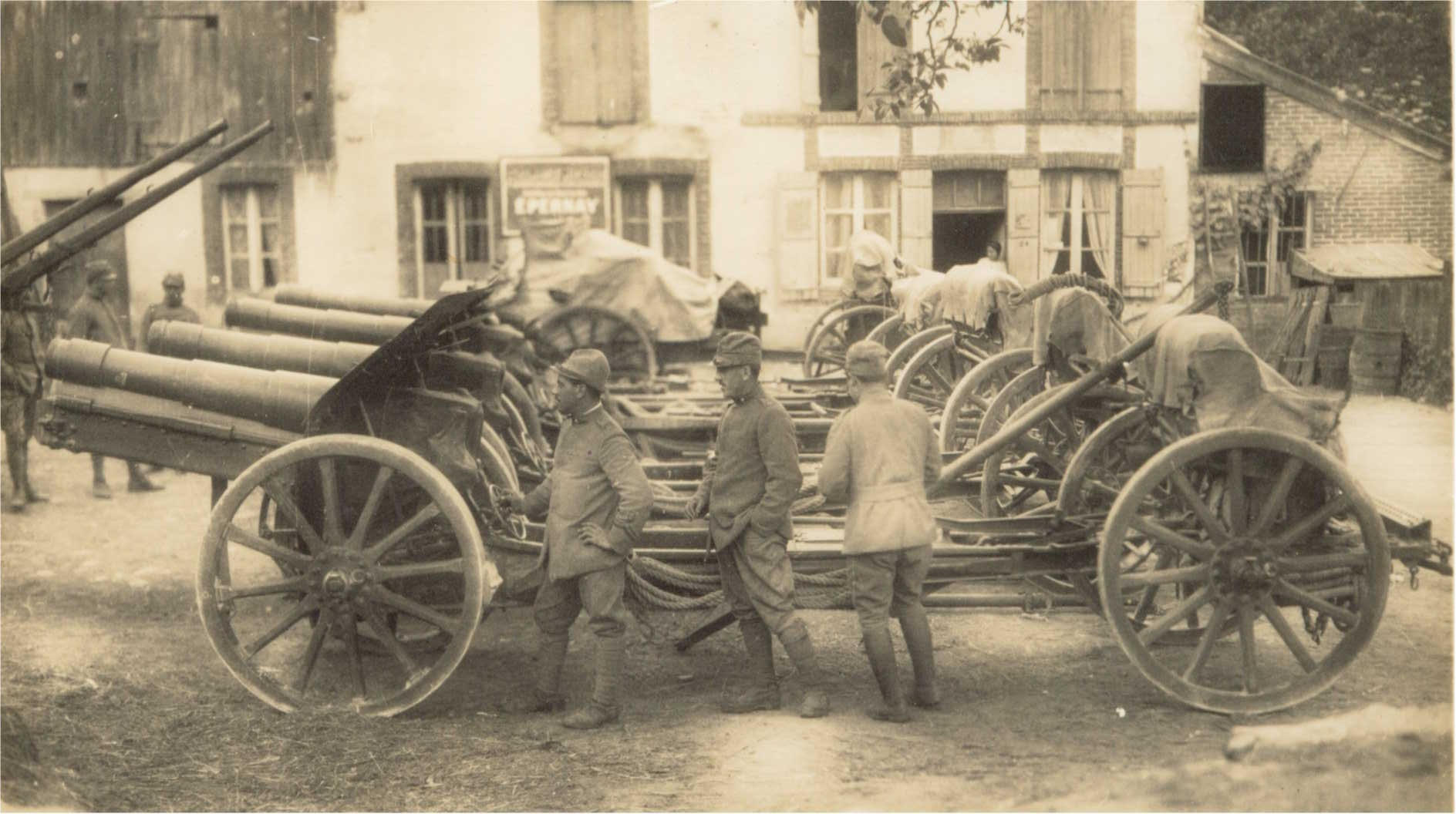
Obici da 149/12 del II Corpo d'armata in Francia 1918

II Corpo d'armata - gen. Alberico Albricci
- 3ª Divisione di linea - gen. Vittorio Emanuele Pittaluga
  - Brigata "Napoli" - brig. gen. Emilio Maggia; dal 16 settembre 1918 col.[13]
    - 75º Reggimento fanteria - ten. col. Fernando Perrone di San Martino; dal 24 luglio 1918 col. Umberto Camera
    - 76º Reggimento fanteria - ten. col. Giuseppe Bassi

  - Brigata "Salerno" - brig. gen. Giovan Battista Giri; dal 1º novembre 1918 col. Donato Antonicelli (interim)[14]
    - 89º Reggimento fanteria - col. Donato Antonicelli
    - 90º Reggimento fanteria - ten. col. Guido Della Croce

  - 4º Reggimento artiglieria da campagna (75/27)
  - 2073ª Compagnia mitraglieri bersaglieri
  - 2095ª Compagnia mitraglieri bersaglieri
  - 2209ª Compagnia mitraglieri bersaglieri
  - 2224ª Compagnia mitraglieri bersaglieri
- 8ª Divisione di linea - gen. Giovanni Beruto[15]
  - Brigata "Brescia" - magg. Federico Zuccaro; dal 15 luglio brig. gen. Guglielmo Cartia[16]
    - 19º Reggimento fanteria
    - 20º Reggimento fanteria

  - Brigata "Alpi" - col. brig. Giuseppe Garibaldi[4]
    - 51º Reggimento fanteria - col. Riccardo Ronchetti
    - 52º Reggimento fanteria - ten. col. Enea Chiodelli; dal 29 luglio 1918 col. Luigi Celebrini di San Martino

  - 10º Reggimento artiglieria da campagna (75/27)
  - 2074ª Compagnia mitraglieri bersaglieri
  - 2075ª Compagnia mitraglieri bersaglieri
  - 2207ª Compagnia mitraglieri bersaglieri
  - 2208ª Compagnia mitraglieri bersaglieri
- Truppe suppletive di corpo d'armata
  - 9º Raggruppamento artiglieria pesante campale
    - XIV Gruppo cannoni pesanti campali (12 cannoni da 105/28)[12]
    - XVIII Gruppo obici pesanti campali (8 obici da 149/12)[12]

  - due squadroni/15º Reggimento "Cavalleggeri di Lodi"
  - II Reparto d'assalto - magg. Guasco
  - 64º Reggimento fanteria di marcia - col. E. Chiodelli
  - 1616ª Compagnia autonoma mitraglieri bersaglieri
  - 1617ª Compagnia autonoma mitraglieri bersaglieri
  - 1618ª Compagnia autonoma mitraglieri bersaglieri
  - 1619ª Compagnia autonoma mitraglieri bersaglieri
- servizi quartier generale[17]
  - 72º Autodrappello
  - 130ª Sezione CC. RR.
    - 377º Plotone CC.RR.
    - 380º Plotone CC.RR.
    - 382º Plotone CC.RR.

  - 61ª Compagnia telegrafisti
  - due Compagnie mitragliatrici di marcia (1 Fiat e 1 Saint-Étienne).
  - 64º Reggimento di marcia
    - Battaglione di marcia "Napoli"
    - Battaglione di marcia "Salerno"
    - Battaglione di marcia "Brescia"
    - Battaglione di marcia "Alpi"

  - CCVIII Battaglione M.T.
  - 301ª Compagnia scaricatori
  - 306ª Compagnia scaricatori
  - due Centurie lavoratori
  - una Sezione esercizio Décauville
  - 76ª Compagnia da fortezza M.T. (per il deposito munizioni)
  - Magazzino Artiglieria e centro raccolta rottami
  - Laboratorio d'Artiglieria e deposito munizioni
  - Magazzino Genio (con laboratorio)
  - Deposito esplosivi
  - Magazzino materiale sanitario (con laboratorio batteriologico) e veterinario
  - Magazzino vettovagliamento
  - Magazzino economato
  - quattro Infermerie di tappa
  - 33º Ospedale da campo
  - 70º Ospedale da campo
  - 90º Ospedale da campo
  - 165º Ospedale da campo
  - 174º Ospedale da campo
  - 4ª Sezione disinfezione
  - 8ª Infermeria cavalli
  - Infermeria cavalli di tappa
  - Parco buoi
  - Stabilimenti riattamento e ricuperi
  - 4ª Sezione panettieri (con forni Weiss)
  - 11Oº Autoreparto
    - sei Autosezioni
    - Deposito laboratorio

  - 26ª Colonna carreggio e salmerie
    - 2I7ª Sezione
    - 218ª Sezione

  - 95ª Colonna carreggio e salmerie
    - 809ª Sezione
    - 810ª Sezione

  - Comandi di Tappa.